# Comté de Papineau
Pour les articles homonymes, voir Papineau.
Le comté de Papineau est un ancien comté municipal du Québec ayant existé entre le 29 décembre 1922,, et le 1er janvier 1983. 
Le territoire qu'il couvrait est aujourd'hui compris dans la région administrative de l'Outaouais et correspond à la plus grande partie de l'actuelle municipalité régionale de comté (MRC) de Papineau, à une petite partie de la MRC des Collines-de-l'Outaouais et à une partie de la ville de Gatineau. Son chef-lieu était la municipalité de Papineauville. Le comté est nommé en l'honneur de Louis-Joseph Papineau, seigneur de La Petite-Nation.

Carte du comté de Papineau en 1927
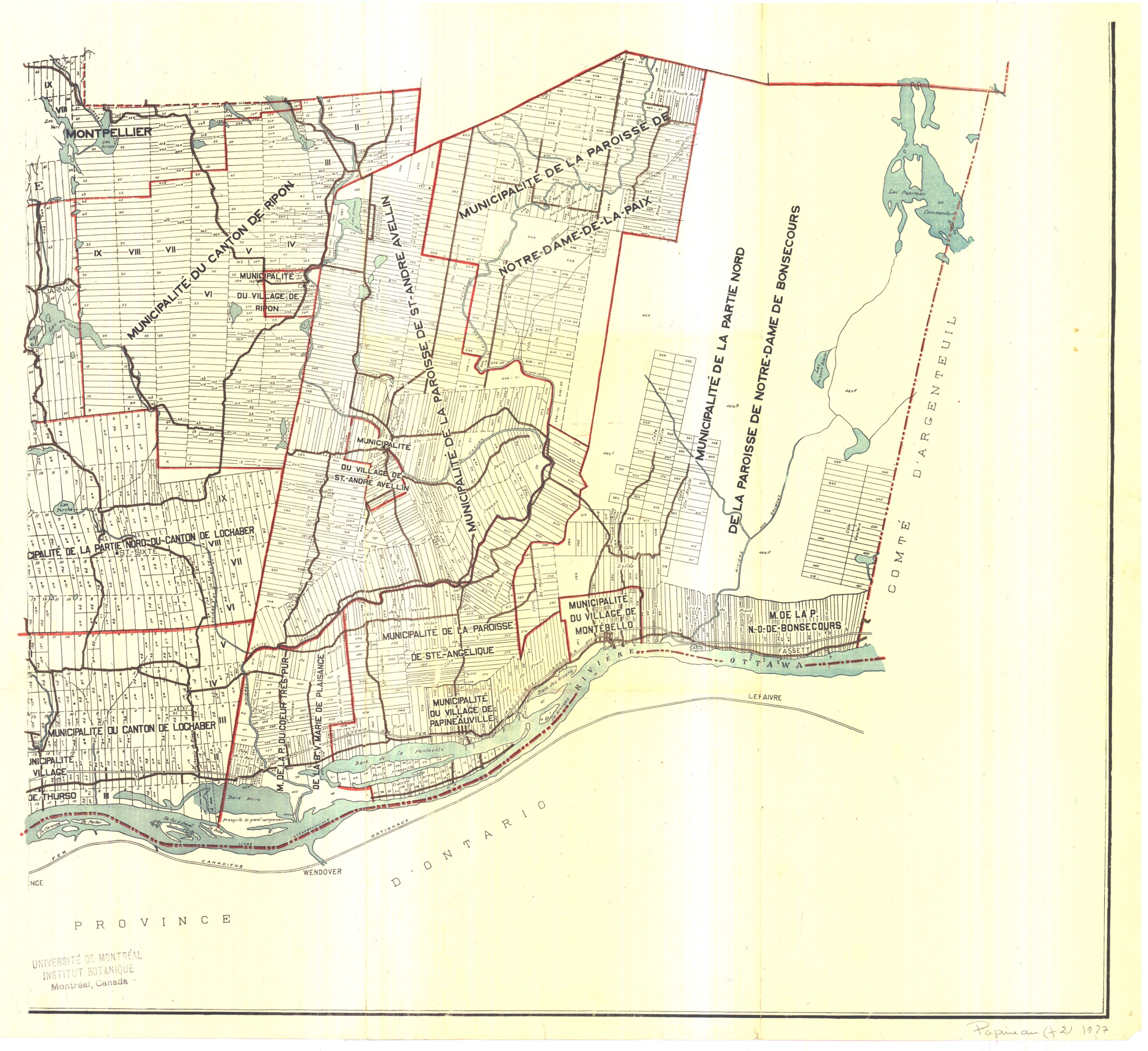
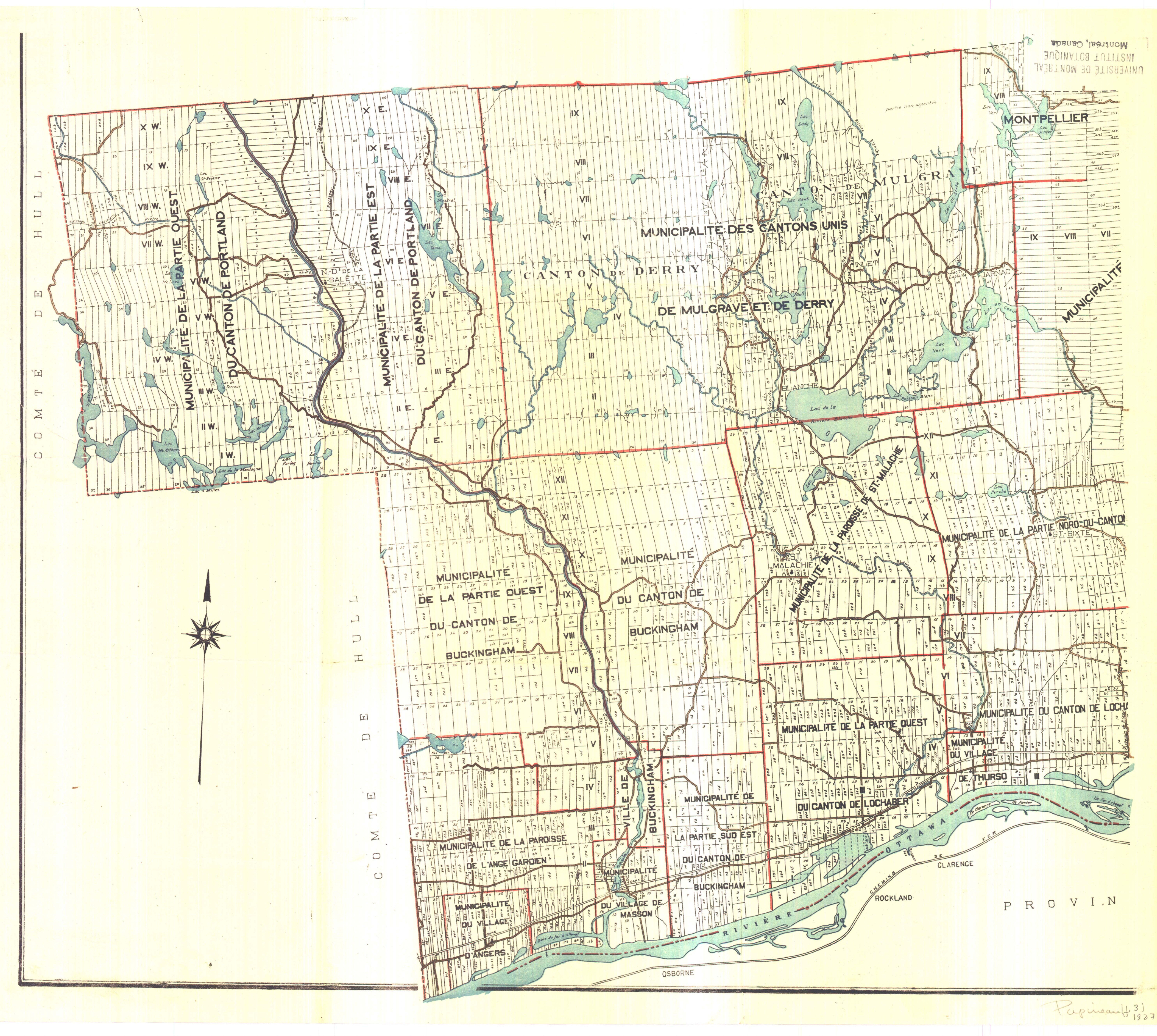

## Municipalités situées dans le comté
| Nom                                               | Origine et évolution durant l'existence du comté | Changements survenus après la disparation du comté             | Références |
| ------------------------------------------------- | --- | -------------------------------------------------------------- | ---------- |
| Angers                                            | détaché de L'Ange-Gardien, municipalité de paroisse, en 1915; fusionné à Buckingham en 1975 ; regroupé avec l'ancienne municipalité de Masson en 1980 pour former Masson-Angers                                            |                                                                | [ 5 ]      |
| Buckingham                                        | créé en 1855 | fusionné à Gatineau en 2002                                    | [ 6 ]      |
| Buckingham (municipalité de canton)               | créé en 1855, fusionné à Buckingham en 1975 |                                                                | [ 7 ]      |
| Buckingham-Ouest                                  | détaché de la municipalité de canton de Buckingham en 1918 ; fusionné à Buckingham en 1975 |                                                                | [ 7 ]      |
| Buckingham-Sud-Est                                | détaché de la municipalité de canton de Buckingham en 1897 ; fusionné à Buckingham en 1975 |                                                                | [ 7 ]      |
| Chénéville                                        | détaché de la municipalité des cantons-unis de Hartwell-et-Preston en 1903 |                                                                | [ 8 ]      |
| Duhamel                                           | créé en 1936 |                                                                | [ 9 ]      |
| Fassett                                           | créé en 1855 sous le nom de Notre-Dame-de-Bon-Secours ; renommé Fassett en 1951 |                                                                | [ 10 ]     |
| Hartwell-et-Preston, municipalité de cantons-unis | créé en 1881 |                                                                | [ 8 ]      |
| Lac-des-Plages                                    | détaché de la municipalité des cantons-unis de Suffolk-et-Addington en 1950 |                                                                | [ 11 ]     |
| Lac-Simon                                         | créé en 1881 sous le nom de municipalité des cantons-unis de Hartwell-et-Suffolk ; renommé municipalité du canton de Hartwell en 1885 ; renommé municipalité de paroisse de Chénéville en 1958 ; renommé Lac-Simon en 1965 |                                                                | [ 12 ]     |
| L'Ange-Gardien                                    | détaché de la municipalité de canton de Buckingham en 1877 ; fusionné à Buckingham en 1975 ; reconstitué en municipalité en 1979                                                                                           |                                                                | [ 7 ]      |
| Lochaber                                          | créé en 1855 |                                                                | [ 13 ]     |
| Lochaber-Partie-Ouest                             | détaché de Lochaber en 1891 |                                                                | [ 13 ]     |
| Masson                                            | détaché de la municipalité de canton de Buckingham en 1897 ; fusionné à Buckingham en 1975 ; reconstitué en 1980 en regroupant les anciens territoires de Masson et d'Angers                                               | renommé Masson-Angers en 1992 ; fusionné à Gatineau en 2002    | [ 5 ]      |
| Mayo                                              | détaché de la municipalité de canton de Lochaber en 1864 sous le nom de Saint-Malachie ; renommé Mayo en 1954 |                                                                | ,          |
| Montebello                                        | détaché de Notre-Dame-de-Bonsecours en 1878 |                                                                | [ 16 ]     |
| Montpellier                                       | créé en 1920 |                                                                | [ 17 ]     |
| Namur                                             | détaché de la municipalité des cantons-unis de Suffolk-et-Addington en 1964 |                                                                | [ 18 ]     |
| Notre-Dame-de-Bonsecours-Partie-Nord              | détaché de Notre-Dame-de-Bon-Secours (ou Bonsecours) en 1918 | renommé Notre-Dame-de-Bonsecours en 2003                       | [ 10 ]     |
| Notre-Dame-de-la-Paix                             | détaché de Saint-André-Avellin et Notre-Dame-de-Bon-Secours en 1902 |                                                                | [ 19 ]     |
| Papineauville                                     | détaché de Sainte-Angélique en 1896 |                                                                | [ 20 ]     |
| Plaisance                                         | détaché de Sainte-Angélique en 1900 sous le nom de Cœur-Très-Pur-de-la-Bienheureuse-Vierge-Marie-de-Plaisance ; renommé Plaisance en 1931                                                                                  |                                                                | [ 21 ]     |
| Saint-André-Avellin                               | créé en 1855 ; la municipalité de village se détache de celle de paroisse en 1911 | les municipalités de village et de paroisse fusionnent en 1997 | [ 22 ]     |
| Sainte-Angélique                                  | créé en 1855 ; la municipalité de village se détache de celle de paroisse en 1911 | fusionné à Papineauville en 2000                               | [ 20 ]     |
| Saint-Sixte                                       | détaché de Lochaber en 1893 sous le nom de Lochaber-Partie-Nord ; renommé Saint-Sixte en 1979 |                                                                | [ 23 ]     |
| Suffolk-et-Addington                              | créé en 1881 | renommé Saint-Émile-de-Suffolk en 1994                         | [ 24 ]     |
| Thurso                                            | détaché de Lochaber en 1886 |                                                                | [ 25 ]     |
| Vinoy                                             | créé en 1920 sous le nom de Suffolk-Partie-Ouest ; renommé Vinoy en 1923 | fusionné à Chénéville en 1996                                  | [ 8 ]      |

## Formation
Le comté de Papineau a été créé en 1922 à partir de la partie sud du comté de Labelle, qui avait été lui-même détaché du comté d'Ottawa (plus tard Hull) le 9 janvier 1897. Il comprenait lors de sa création la seigneurie de Petite-Nation et les cantons de Buckingham, Hartwell, Lochaber, Preston et peut-être Templeton .